# Arachnopusia acanthoceros
Arachnopusia acanthoceros är en mossdjursart som först beskrevs av William MacGillivray 1887.  Arachnopusia acanthoceros ingår i släktet Arachnopusia och familjen Arachnopusiidae. Inga underarter finns listade i Catalogue of Life.